# Tony Kendall
Tony Kendall (eigentlich: Luciano Stella; * 22. August 1936 in Rom; † 28. November 2009 ebenda) war ein italienischer Schauspieler.

## Leben
Kendall (der Künstlername wurde von Vittorio de Sica angeregt) wirkte nach Anfängen als Darsteller in Fotoromanzi für Publikationen wie „Bolero“, „Sogno“ und „Grand Hotel“ vor allem in den 1960er und 1970er Jahren in vielen europäischen Filmen mit. In Deutschland wurde er vor allem durch seine Verkörperung des Romanserien-Helden Kommissar X, Jo Walker, des Pabel Verlages, bekannt, den er in sieben Filmen zwischen 1965 und 1971 an der Seite von Brad Harris spielte, wie er insgesamt oft in deutschen Koproduktionen zu sehen war. Daneben wurde Kendall auch für mehrere Italowestern, einigen B-Movies und in einem Teil der Gruselfilmreihe um „Die reitenden Leichen“, Die Rückkehr der reitenden Leichen verpflichtet. In den 1990er Jahren war er für einige Fernsehfilme aktiv.
Der letzte Film, an dem Kendall mitwirkte, ist Voce del verbo amore aus dem Jahre 2007.
Für die Veröffentlichung der Kommissar X-Filme auf DVD wurde 2012 eine 142-minütige Dokumentation Die X-Männer schlagen zurück erstellt. Die Dokumentation entstand kurz vor dem Tod von Kommissar X-Darsteller Tony Kendall.

## Filmografie (Auswahl)
- 1963: Der Dämon und die Jungfrau (La frusta e il corpo)
- 1963: Brenno, der Barbar (Brenno il nemico di Roma)
- 1963: Die Flußpiraten vom Mississippi
- 1964: Allein gegen die Freibeuter (L’uomo mascherato contro i pirati)
- 1965: Serenade für zwei Spione
- 1965: Die schwarzen Adler von Santa Fe
- 1966: Kommissar X – Jagd auf Unbekannt
- 1966: Kommissar X – Drei gelbe Katzen
- 1966: Kommissar X – In den Klauen des goldenen Drachen
- 1967: Kommissar X – Drei grüne Hunde
- 1967: Die drei Supermänner räumen auf (I fantastici tre supermen)
- 1968: Kommissar X – Drei blaue Panther
- 1968: Die Unschlagbaren (Gli intoccabili)
- 1969: Il Nero – Haß war sein Gebet (L’odio è ilmio Dio)
- 1969: Kommissar X – Drei goldene Schlangen
- 1969: Liebesvögel (Lovebirds)
- 1970: Django sfida Sartana
- 1970: Ein Zirkus und ein Halleluja (I vendicatori dell'Ave Maria)
- 1971: Das Antlitz des Todes (El ojo del huracán)
- 1971: Dakota – Nur der Colt war sein Gesetz (Rimase uno solo e fu la morte per tutti!)
- 1971: Django, eine Pistole für hundert Kreuze (Una pistola per cento croci)
- 1971: Kommissar X jagt die roten Tiger
- 1972: Ich, die Nonne und die Schweinehunde (Io monaca… per tre carogne e sette peccatrici)
- 1973: The Loreley’s Grasp – Die Bestie im Mädchen-Pensionat (Las garras de Lorelei)
- 1973: Die Rückkehr der reitenden Leichen (El ataque de los muertos sin ojos)
- 1976: Das Nest der Salamander (Cuibul salamandrelor)
- 1977: Yeti – Der Schneemensch kommt (Yeti: il gigante del 20° secolo)
- 1978: Der Aufstieg des Paten (Corleone)
- 1978: Zanna Bianca e il grande Kid
- 1979: Der tödliche Kreis (Circuito chiuso) (Fernsehfilm)
- 1979: Der Windhund (Flic ou vouyou)
- 1980: Der Puppenspieler (Le Guignolo)
- 1982: Das Schlitzohr vom Highway 101 (Delitto sull’autostrada)
- 1982: Wild trieben es die alten Hunnen (Attila flagello di Dio)
- 1985: Capitano Maffei – Kunstdiebstähle: Die Statue des Phidias (Caccia al ladro d’autore - La statua di Fidia) (Fernsehserie, 1 Folge)
- 1986: Der Stein des Todes
- 1990: Junge Liebe: Stefania in Not (I ragazzi del muretto: Il coraggio di dirlo) (Fernsehserie, 1 Folge)
- 2007: Voce del verbo amore